# Artemeter
Artemeter – organiczny związek chemiczny, pochodna artemizyniny, chińskiego leku ziołowego (qinghaosu, 青蒿素) wytwarzanego z bylicy rocznej (Artemisia annua), lek przeciwmalaryczny aktywny wobec wielolekoopornych szczepów zarodźca sierpowatego.
Istnieją wątpliwości dotyczące procesu wytwarzania pochodnych artemizyniny oraz ich toksycznego działania na pień mózgu, obserwowanego u zwierząt doświadczalnych i przynajmniej u jednego pacjenta, dlatego amerykańska Agencja Żywności i Leków nie dopuściła leku do sprzedaży.